# 브로드밴드 위원회
지속 가능한 발전을 위한 브로드밴드 위원회, 또는 브로드밴드 위원회는 반기문 유엔 사무총장의 주도로 세워진 국제 통신 위원회이다. ITU와 UNESCO의 공동 주관으로 2010년 5월 디지털 발전을 위한 브로드밴드 위원회(Broadband Commission for Digital Development)를 기원으로 한다. 설립 당시 2015년까지 UN이 목표로 하였던 새천년 개발목표 달성을 위하여 인터넷과 브로드밴드의 보급을 목표로 하였다.

## 같이 보기
- 지속 가능한 발전
- 통신 네트워크